# Haslev

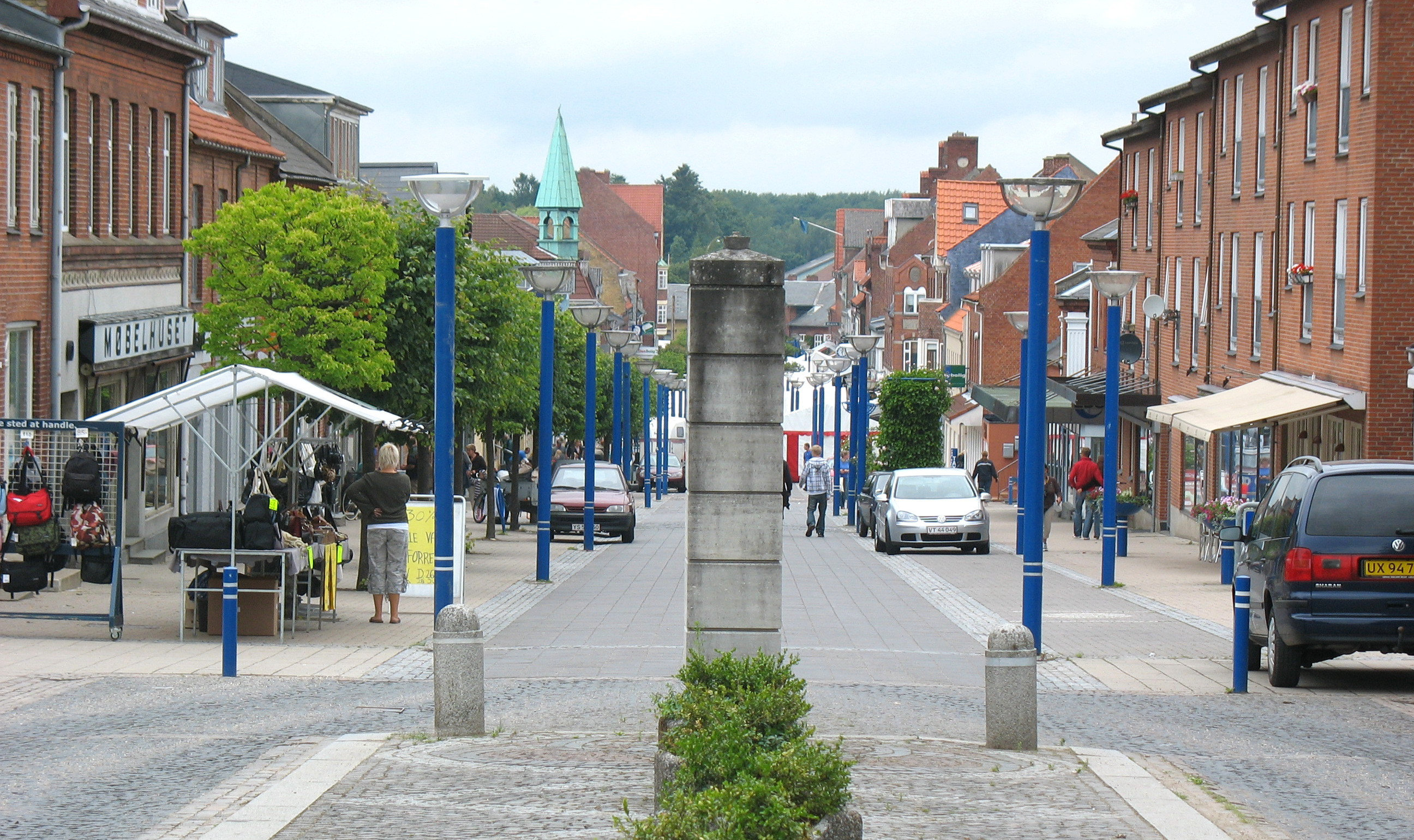
Fußgängerzone in Haslev

Haslev ist ein Ort auf der dänischen Insel Seeland. Er ist seit der Kommunalreform im Januar 2007 Sitz der Verwaltung der Gemeinde Faxe in der Region Sjælland und zählt 12.280 Einwohner (Stand 1. Januar 2023). Bis Dezember 2006 war Haslev Verwaltungssitz der mittlerweile aufgelösten Haslev Kommune. Haslev gehört zu den größten Orten Dänemarks, die nie das Stadtrecht erhielten.
Haslev liegt etwa 20 km südöstlich von Ringsted, 23 km südwestlich von Køge und 25 km nordöstlich von Næstved.

## Entwicklung der Einwohnerzahl
| Jahr             | Einwohner |
| ---------------- | --------- |
| 9. November 1970 | 6.925     |
| 1. Januar 1976   | 8.631     |
| 1. Januar 1981   | 9.146     |
| 1. Januar 1986   | 9.615     |
| 1. Januar 1990   | 9.790     |
| 1. Januar 1996   | 10.006    |
| 1. Januar 2000   | 10.034    |
| 1. Januar 2004   | 10.614    |
| 1. Januar 2008   | 10.972    |
| 1. Januar 2010   | 10.910    |

## Verwaltungszugehörigkeit
- bis 31. März 1966: Landgemeinde Haslev-Freerslev, Sorø Amt
- 1. April 1966 bis 31. März 1970: Landgemeinde Haslev, Sorø Amt
- 1. April 1970 bis 31. Dezember 2006: Haslev Kommune (deren Verwaltungssitz), Vestsjællands Amt
- seit 1. Januar 2007: Faxe Kommune, Region Sjælland

## Söhne und Töchter der Stadt
- Hans Westermann (1929–2000), Bibliothekar
- Marianne Christiansen (* 1963), lutherische Bischöfin